# Luis Aloy Vidal
Luis Aloy Vidal (Santa Coloma de Gramanet, Barcelona, 8 de febrero de 1930 - Barcelona, 8 de junio de 2012) fue un futbolista y entrenador de fútbol español.

## Trayectoria
Fue jugador azulgrana desde la temporada 1950/51 hasta la 1953/54, como blaugrana jugó 39 partidos en los que marcó 19 goles. Posteriormente jugó en clubs como el Real Oviedo (4 años), Cádiz CF (1 año), CE Sabadell (2 años), CF Badalona (1 año) y Unió Esportiva Figueres (1 año).
Después de retirarse fue técnico de diferentes equipos, como el Real Valladolid (1976-77), el CD Logroñés (1977-79), la UE Sant Andreu, el FC Vilafranca (1993-1999, 211 partidos) o CF Calafell, y de las categorías inferiores del FC Barcelona.
En su palmarés como jugador se encuentran: una Copa Latina, dos Ligas, tres Copas de España y dos copas Eva Duarte.